# Hans Pointner
Johann "Hans" Pointner (ur. 6 października 1908, zm. 8 września 1991) – austriacki zapaśnik walczący w stylu klasycznym. Olimpijczyk z Berlina 1936, gdzie zajął ósme miejsce w wadze średniej.

## Letnie Igrzyska Olimpijskie 1936
| Konkurencja          | Rundy eliminacyjne         | Rundy eliminacyjne   | Rundy eliminacyjne     | Klas. końcowa |
| Konkurencja          | Przeciwnik I               | Przeciwnik II        | Przeciwnik III         | Miejsce       |
| -------------------- | -------------------------- | -------------------- | ---------------------- | ------------- |
| 79 kg styl klasyczny | Ludwig Schweickert (GER) P | Ernest Gogel (SUI) Z | Francisc Cocoș (ROU) P | 8.            |